# Американские пещерные саламандры
Американские пещерные саламандры (лат. Hydromantes) — род хвостатых земноводных семейства безлёгочных саламандр. Включает 5 видов. Эндемики гор Калифорнии в Соединенных Штатах Америки. Саламандры этого рода отличаются чрезвычайно длинными языками, которые они могут высовывать на 80 % длины тела.

## Виды
Включает 5 видов:
- Hydromantes brunus Gorman, 1954
- Hydromantes platycephalus (Camp, 1916)
- Hydromantes samweli Bingham, Papenfuss, Lindstrand, and Wake, 2018
- Hydromantes shastae Gorman & Camp, 1953
- Hydromantes wintu Bingham, Papenfuss, Lindstrand, and Wake, 2018

Ранее к этому роду относили также европейских пещерных саламандр, обитающих на юге Франции и в Италии, но в настоящее время они выделяются в отдельный род Speleomantes.